# Neornithes
Neornithes – podgromada ptaków nowoczesnych obejmująca tradycyjnie wszystkie współcześnie występujące taksony oraz taksony wymarłe w czasach historycznych.
Jako klad Neornithes jest zdefiniowane jako grupa obejmująca potomków ostatniego wspólnego przodka wróbla (Passer domesticus) i strusia, czyli Neognathae i Paleognathae, bez ptaków uzębionych.

## Systematyka
Do podgromady należą dwie infragromady:
- Palaeognathae – ptaki paleognatyczne
- Neognathae – ptaki neognatyczne